# Bathythrix sparsa
Bathythrix sparsa är en stekelart som beskrevs av Henry Keith Townes, Jr. 1983. Bathythrix sparsa ingår i släktet Bathythrix och familjen brokparasitsteklar. Inga underarter finns listade.